# Viljam Vasziljevics Pohljobkin
Viljam Vasziljevics Pohljobkin (Вильям-Август Васильевич Похлёбкин) Moszkva, 1923. augusztus 20. – Podolszk, 2000. március ?), orosz történész, író.
Szakterülete a diplomácia, a nemzetközi kapcsolatok, a heraldika és a néprajz volt.
A szélesebb közönség körében ismertséget és népszerűséget szakácsművészeti könyveivel szerzett.
2000. márciusában ismeretlen tettes(ek) podolszki lakásán meggyilkolta(ták), emiatt halála napja nem, csak a temetéséé ismert (2000. április 15.).

## Magyarul
- Konyháról konyhára. A Szovjetunió nemzeteinek ételei; ford. Sarkady Júlia; Mezőgazdasági, Bp., 1989